# Flandricisme
Un Flandricisme ou un Flandrisme est un trait linguistique du français de Belgique et du patois du nord de la France emprunté au flamand ou au néerlandais de Belgique (ou parfois au Bruxellois). Il peut s'agir de particularités du lexique (mots, expressions, acceptions), de la prononciation ou de la grammaire. Quelques Flandricismes lexicaux se sont répandus en francophonie (bière) et ne sont généralement plus perçus comme tels; les autres constituent un sous-ensemble des belgicismes. Ils sont plus souvent utilisé par les francophones de Flandre et les Bruxellois.
On notera qu'une phrase en flamand dans une conversation en français de Belgique n'est pas plus un Flandricisme que la phrase ""Let's go!"" dans une conversation en français d'Île-de-France n'est un anglicisme.
Exemples lexicaux de mots ou expressions venant du flamand (pas nécessairement du néerlandais) ou termes bruxellois :
- au vogelpik (FL) : (prononcer vaugueulepic) au hasard (le vogelpik est un jeu de fléchettes).
- (faire) blinquer[1] (FL) : (faire) briller (du néerlandais blinken).
- becque : rivière.
- clyte : argile, notamment la variété d'argile yprésienne  (argile des Flandres) du nord de la France et de la Belgique.
- couque : viennoiserie, par exemple une couque au chocolat.
- crollé[1] : bouclé (cheveux). Comparez au néerlandais krullend (haar) ou à l'anglais curly. Un crollé désigne également une personne d'origine étrangère de type méditerranéenne ou africaine (sens péjoratif). Une crolle est une boucle de cheveu, ou un tracé circulaire (Son écriture comporte beaucoup de crolles). En flamand on dit pour la femme avec les crolles, die madam met die krullen (ou krollen). On parle aussi de krollekop (« tête frisée »), Regarde un peu, le Krollekop qui arrive, là !
- dikkenek (littéralement « gros cou ») ou stoeffer (prononcer stouffeur mais avec accent tonique sur la première syllabe) : vantard.
- douf : chaleur étouffante. « Il fait douf ici. »
- Avoir une doufe : être ivre. se prendre une doufe (se prendre une décharge électrique)
- drache (nationale)[1] : forte pluie. Par extension, s'applique également aux abondantes libations (de bière).
- drève : une allée carrossable bordée d'arbres. (néerlandais dreef)
- dringuelle : pourboire (néerlandais drinkgeld)
- en rue[1] : dans la rue.
- en stoemelings : (prononcer stoumelinx) à la dérobée. (néerlandais stommelings)
- kette : Mot fém. Désigne le sexe, masculin ou féminin.
- klet ! : paf !
- klette : nullité (d'une personne). Ex : « Quelle klette, ce pei ! ».
- kot : petit réduit, cagibi (un kot à balais). Chambre d'étudiant. Verbe : koter disposer d'un kot (cokoteur : colocataire).  Un kot désigne également un cachot dans un commissariat : « Une personne en garde à vue est mise au kot (FL) ("placée en cellule") ». Autre signification : un fritkot (FL) (ou baraque à frites) : un commerce ambulant où l'on peut acheter des frites (en paquet ou cornet) et autres snacks (boulettes, pistolets, mitraillettes, frica(n)delles, cervelas, avec ou sans picallily…).
- ne pas savoir de chemin avec quelqu'un (FL geen weg weten met iemand) : ne pas savoir comment s'y prendre avec quelqu'un (pour se faire obéir), être irrité par quelqu'un. « Cette mère ne sait pas de chemin avec son gamin. »[2] En flamand Deze moeder weet gene weg met haar kind (hare kleine = son petit).
- pei : homme (souvent légèrement péjoratif)
- schief : (prononcer skhîf) de travers (néerlandais: scheef)
- scherp : étroit
- slache : sandale ou pantoufle
- snul : idiot, incapable
- stuut : un imprévu, une contrariété
- Volle gaz, ou Volle petrol : rapidement (littéralement : plein gaz).
- zinneke : bâtard ; (chien ou personne) d'ascendance incertaine (à l'origine diminutif de Zenne, la Senne, rivière qui passe sous la ville de Bruxelles ; en flamand de Hasselt le mot correspondant est demertje, en vertu d'une étymologie parallèle : « chien trouvé au bord de la rivière »).
- zieverèèr (pron. zîverèr) (néerl. général zeveraar): un blablateur. Verbe : ziverer (pron. zîveré) (FL). Déverbal: des zîverderâ : des bêtises, des vantardises.